# WTA Seabrook Island
Das WTA Seabrook Island (offiziell: Seabrook) ist ein ehemaliges Damen-Tennisturnier der WTA Tour, das in Seabrook Island ausgetragen wurde.
Nach nur einer Ausgabe wechselte man den Austragungsort auf das Festland nach Charleston, South Carolina, wo es die nächsten beiden Jahre stattfand.
→ siehe: WTA Charleston

## Siegerliste

### Einzel
| Jahr | Siegerin         | Finalgegnerin   | Ergebnis |
| ---- | ---------------- | --------------- | -------- |
| 1985 | Katerina Maleewa | Virginia Ruzici | 6:3, 6:3 |

### Doppel
| Jahr | Siegerinnen                             | Finalgegnerinnen         | Ergebnis |
| ---- | --------------------------------------- | ------------------------ | -------- |
| 1985 | Swetlana Tschernewa Laryssa Sawtschenko | Elise Burgin Lori McNeil | 6:2, 6:3 |